# 裂頭条虫目
裂頭条虫目（れっとうじょうちゅうもく、学名：Diphyllobothriidea）は扁形動物門条虫綱に属する目。

## 形態
頭節に吸溝(bothrium)と呼ばれる縦溝が2つある。片節の腹面に生殖孔が開口し、その後方の子宮孔から産卵する。外貯精嚢があり、子宮嚢はない。

## 生態
カイアシ類を第一中間宿主とし、四足動物を終宿主とする。

## 分類
扁形動物門条虫綱真性条虫亜綱に属する。分子系統解析に基づき従来の擬葉目を分割して設立された。3科17属を含む。
- 裂頭条虫科 Diphyllobothriidae Lühe, 1910
Diphyllobothrium（広節裂頭条虫、日本海裂頭条虫）, Baylisia, Baylisiella, Diplogonoporus, Flexobothrium, Glandicephalus, ウドンムシ(Ligula), Plicobothrium, Pyramicocephalus, ウオノハラムシ(Schistocephalus), Spirometra（マンソン裂頭条虫、アジア裂頭条虫）, Tetragonoporus
- Cephalochlamydidae科 Yamaguti, 1959
Cephalochlamys, Paracephalochlamys
- Scyphocephalidae科 Freze, 1974
Scyphocephalus, Bothridium, Duthiersia